# European Championships 2018/Teilnehmer (Malta)
| Gelbes Symbol für Goldmedaillen mit stilisierten Olympischen Ringen | Graues Symbol für Silbermedaillen mit stilisierten Olympischen Ringen | Braundes Symbol für Bronzemedaillen mit stilisierten Olympischen Ringen |
| ------------------------------------------------------------------- | --------------------------------------------------------------------- | ----------------------------------------------------------------------- |
| —                                                                   | —                                                                     | —                                                                       |

Malta nahm an den European Championships 2018 mit insgesamt sechs Athleten und Athletinnen teil.

## Teilnehmer nach Sportarten

### Leichtathletik
Laufen und Gehen 
| Athleten            | Wettbewerb | Vorlauf | Vorlauf | Halbfinale    | Halbfinale    | Finale        | Finale        | Rang |
| Athleten            | Wettbewerb | Zeit    | Rang    | Zeit          | Rang          | Zeit          | Rang          | Rang |
| ------------------- | ---------- | ------- | ------- | ------------- | ------------- | ------------- | ------------- | ---- |
| Frauen              |            |         |         |               |               |               |               |      |
| Charlotte Wingfield | 200 m      | 24,40 s | 24      | ausgeschieden | ausgeschieden | ausgeschieden | ausgeschieden | 24   |

 Springen und Werfen 
| Athleten       | Wettbewerb | Qualifikation | Qualifikation | Finale        | Finale        | Rang |
| Athleten       | Wettbewerb | Weite/Höhe    | Rang          | Weite/Höhe    | Rang          | Rang |
| -------------- | ---------- | ------------- | ------------- | ------------- | ------------- | ---- |
| Männer         |            |               |               |               |               |      |
| Ian Paul Grech | Weitsprung | 7,04 m        | 29            | ausgeschieden | ausgeschieden | 29   |

### Schwimmen
| Athleten         | Wettbewerb         | Vorlauf     | Vorlauf | Halbfinale    | Halbfinale    | Finale        | Finale        | Rang |
| Athleten         | Wettbewerb         | Zeit        | Rang    | Zeit          | Rang          | Zeit          | Rang          | Rang |
| ---------------- | ------------------ | ----------- | ------- | ------------- | ------------- | ------------- | ------------- | ---- |
| Männer           |                    |             |         |               |               |               |               |      |
| Matthew Galea    | 50 m Freistil      | 24,60 s     | 62      | ausgeschieden | ausgeschieden | ausgeschieden | ausgeschieden | 62   |
| Matthew Galea    | 100 m Freistil     | 53,90 s     | 77      | ausgeschieden | ausgeschieden | ausgeschieden | ausgeschieden | 77   |
| Matthew Galea    | 200 m Freistil     | 2:00,65 min | 60      | ausgeschieden | ausgeschieden | ausgeschieden | ausgeschieden | 60   |
| Matthew Galea    | 50 m Rücken        | 28,14 s     | 52      | ausgeschieden | ausgeschieden | ausgeschieden | ausgeschieden | 52   |
| Matthew Zammit   | 50 m Freistil      | 23,84 s     | 59      | ausgeschieden | ausgeschieden | ausgeschieden | ausgeschieden | 59   |
| Matthew Zammit   | 100 m Freistil     | 52,45 s     | 75      | ausgeschieden | ausgeschieden | ausgeschieden | ausgeschieden | 75   |
| Michael Stafrace | 50 m Brust         | 30,03 s     | 52      | ausgeschieden | ausgeschieden | ausgeschieden | ausgeschieden | 52   |
| Michael Stafrace | 100 m Brust        | 1:07,19 min | 55      | ausgeschieden | ausgeschieden | ausgeschieden | ausgeschieden | 55   |
| Michael Stafrace | 50 m Schmetterling | 26,29 s     | 63      | ausgeschieden | ausgeschieden | ausgeschieden | ausgeschieden | 63   |
| Thomas Wareing   | 100 m Rücken       | 1:00,11 min | 51      | ausgeschieden | ausgeschieden | ausgeschieden | ausgeschieden | 51   |
| Thomas Wareing   | 200 m Rücken       | 2:08,70 min | 39      | ausgeschieden | ausgeschieden | ausgeschieden | ausgeschieden | 39   |
| Thomas Wareing   | 400 m Lagen        | 4:44,13 min | 30      | –             | –             | ausgeschieden | ausgeschieden | 30   |

## Weblink
- offizielle European Championship Website